# Saussignac
Saussignac là một xã trong tỉnh Dordogne, thuộc vùng hành chính Aquitanien của nước Pháp, có dân số là 411 người (thời điểm 1999).

## Nhân khẩu học
| 1962 | 1968 | 1975 | 1982 | 1990 | 1999 |
| ---- | ---- | ---- | ---- | ---- | ---- |
| 451  | 476  | 432  | 399  | 378  | 411  |